# Кагамлык (село)
Кагамлык (укр. Кагамлик) — село, Пронозовский сельский совет, Глобинский район, Полтавская область, Украина.
Код КОАТУУ — 5320687203. Население по переписи 2001 года составляло 736 человек.

## Географическое положение
Село Кагамлык находится на берегу небольшой безымянной речушки, которая через 2 км впадает в Кременчугское водохранилище
выше по течению на расстоянии в 1,5 км расположено село Борисы. На расстоянии в 0,5 км расположено село Васьковка. Рядом проходит автомобильная дорога Н-08.

## История
- 1910 год — в селе открыта школа.
- Село указано на специальной карте Западной части России Шуберта 1826-1840 годов как хутор Кагамлычек.[2]

## Экономика
- Молочно-товарная ферма.

## Объекты социальной сферы
- Дом культуры.